# Rantasalmi
Rantasalmi é um município finlandês da região de Savônia do Sul. Possui uma população de 3.779 habitantes. 